# Euphyia concordata
Euphyia concordata là một loài bướm đêm trong họ Geometridae.